# Torg i Hedemora
Torg i Hedemora innefattar Stora torget, Hökartorget, Oxtorget, Myrtorget samt August Lindbergs plan i Hedemora, Dalarnas län.

## Historik

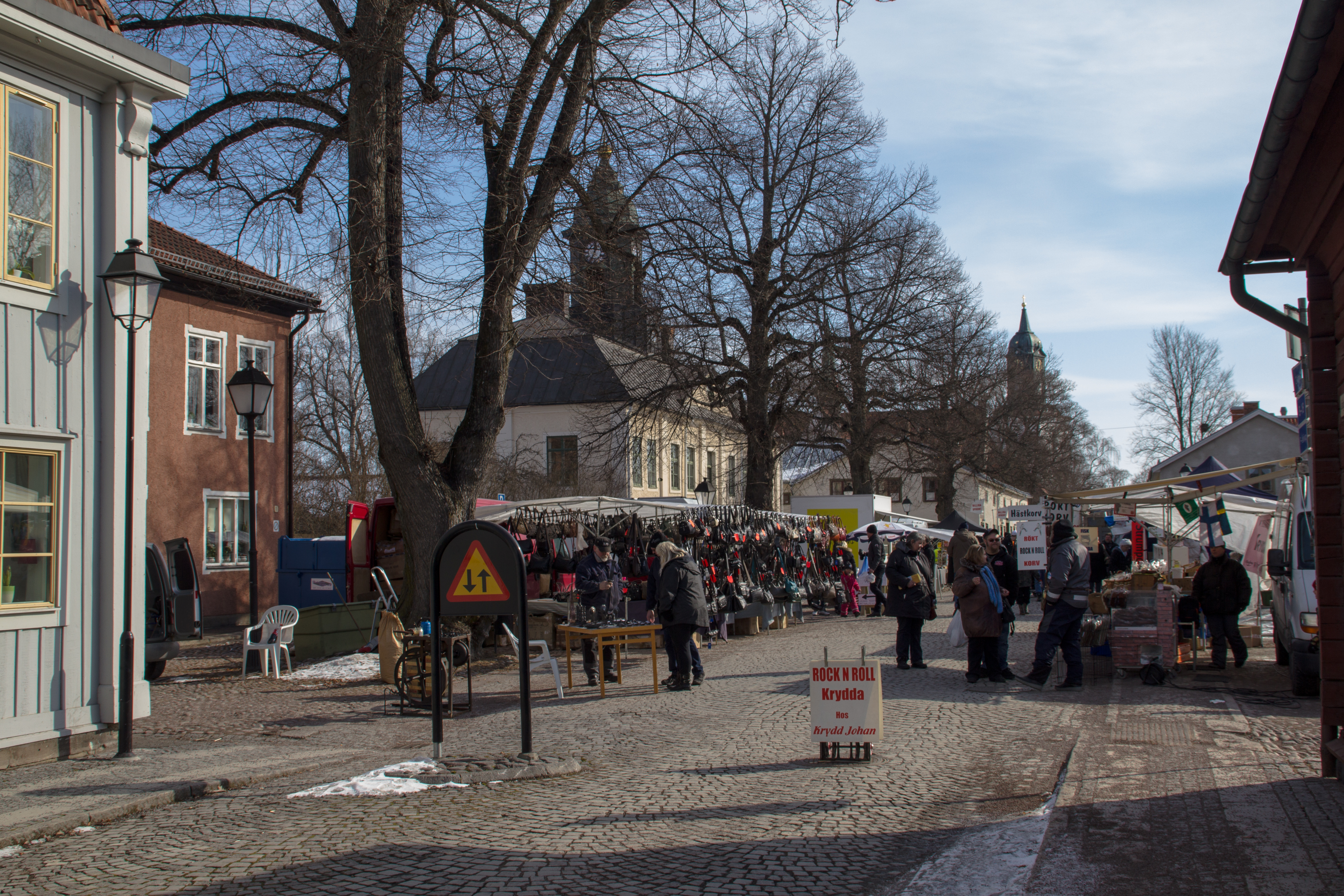
Vintermarknad på Stora torget 2013.

Hedemora omnämns som köpstad 1414 och var under senmedeltiden en viktig köpstad för jordbruks- och hantverksprodukter. Stadsbebyggelsen låg troligen ursprungligen uppe på Badelundaåsen eller på sluttningen strax öster om den, vid Hökartorget. Utgrävningar vid Hökartorget och Stora torget visade inga spår efter den senmedeltida bebyggelsen, men sådan lämnar dock få spår, då byggnaderna var av trä och keramik användes sparsamt. Hedemora var, trots sin betydelse som handelsplats, till storleken liten och befolkningen höll sig runt 150 personer fram till mitten av 1500-talet, då den växte till cirka 300 personer. 1446 fick Hedemora rätt att bedriva marknad varje lördag. Torghandeln i staden var omgärdad av stränga regler, där detaljhandel sköttes av stadens borgare och partihandel av köpmän från de större städerna. Pålsmässomarknaden i Hedemora, ursprungligen 25 januari, senare flyttad till februari, var årligt återkommande mellan år 1587 och 1902, och betraktades som en av landets viktigaste marknader.

## Stora torget

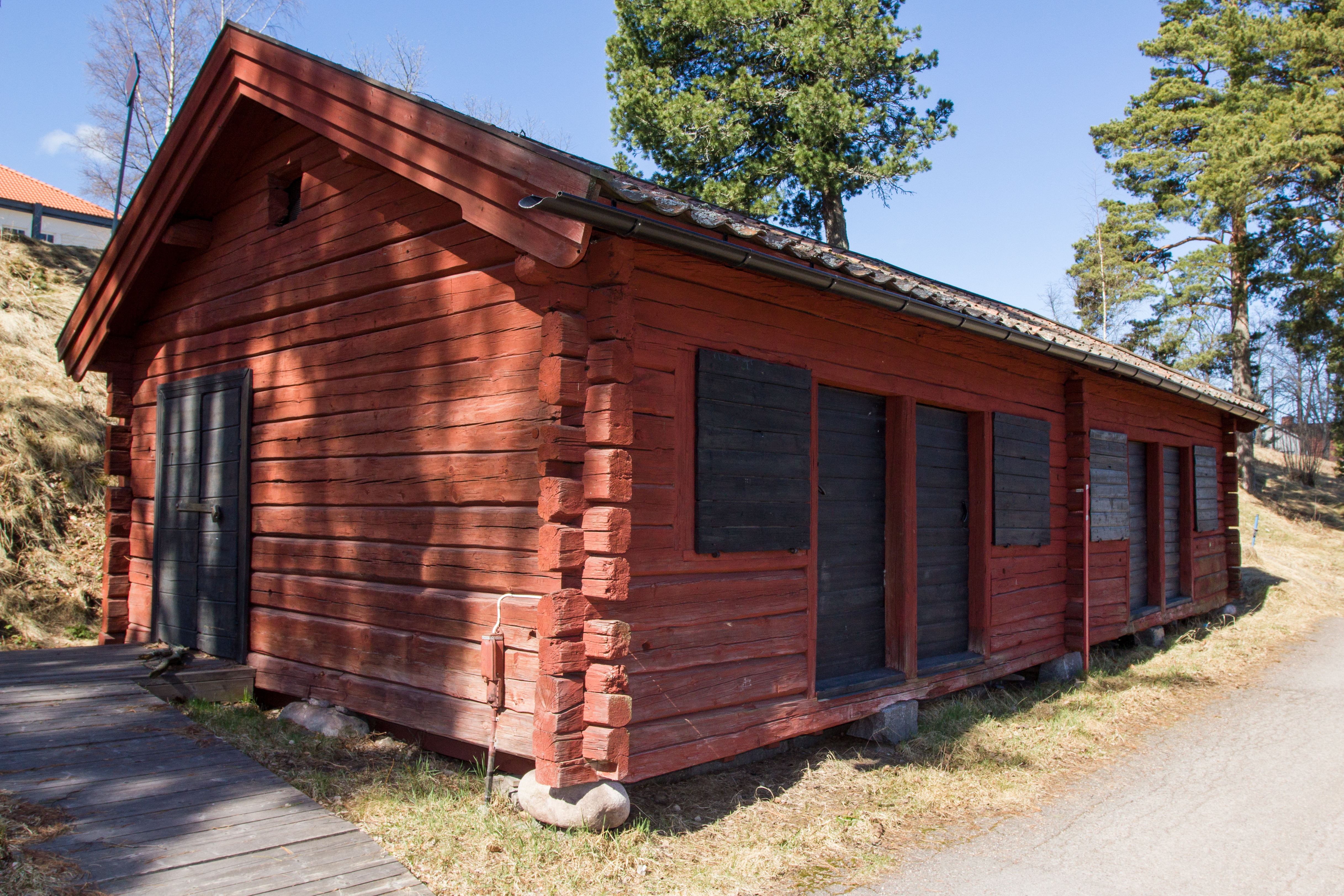
Marknadsbod från Långgatan vid Stora torget, nu på Hedemora gammelgård.

Stora torget var ända sedan medeltiden navet i Hedemora som handelsplats. Idag omgärdas det av F.d. Stora hotellet,  F.d. Bergstrandska gården, rådhuset, Perssonska gården, Sahlbergska gården, Hedemora stadshotell, Apoteksträdgården och Gamla apoteket. 
Stora torget i Hedemora var ursprungligen betydligt större än idag. På 1500-talet uppläts marken norr om kyrkan till staden, så nuvarande Kyrkogatan kunde förbinda torget och kyrkan, liksom möjliggöra bebyggelse. Utmed torget och dess omgivande gator fanns bodar som var friliggande, men fasta. Då det första rådhuset uppfördes 1670 (nedbrunnet 1754) anlades bodar utmed detta som hyrdes ut av staden. Stadens gator stenlades 1670, och 1675 belades även torget med kullersten. 1922 kom ett beslut att stensätta gatan över torget med gatsten, genom nödhjälpsarbete.
Med stadsplanen som följde efter stadsbranden 1754 gjordes torget betydligt mindre. Efter att ha modifierat ritningen som togs fram efter branden beslöts det att torget i norr skulle sluta vid apotekare Stammers och rådman Runers gårdstomter, med en korrigering några alnar västerut för källargångarnas skull. Inga gatunamn fanns vid denna tid, men den nya sträckningen av vad som skulle bli Gussarvsgatan blev därmed en nordgräns. I söder avgränsades torget av den nyanlagda gatan från Rådman Nybergs hörn (Ämbetsgatan).

## Hökartorget

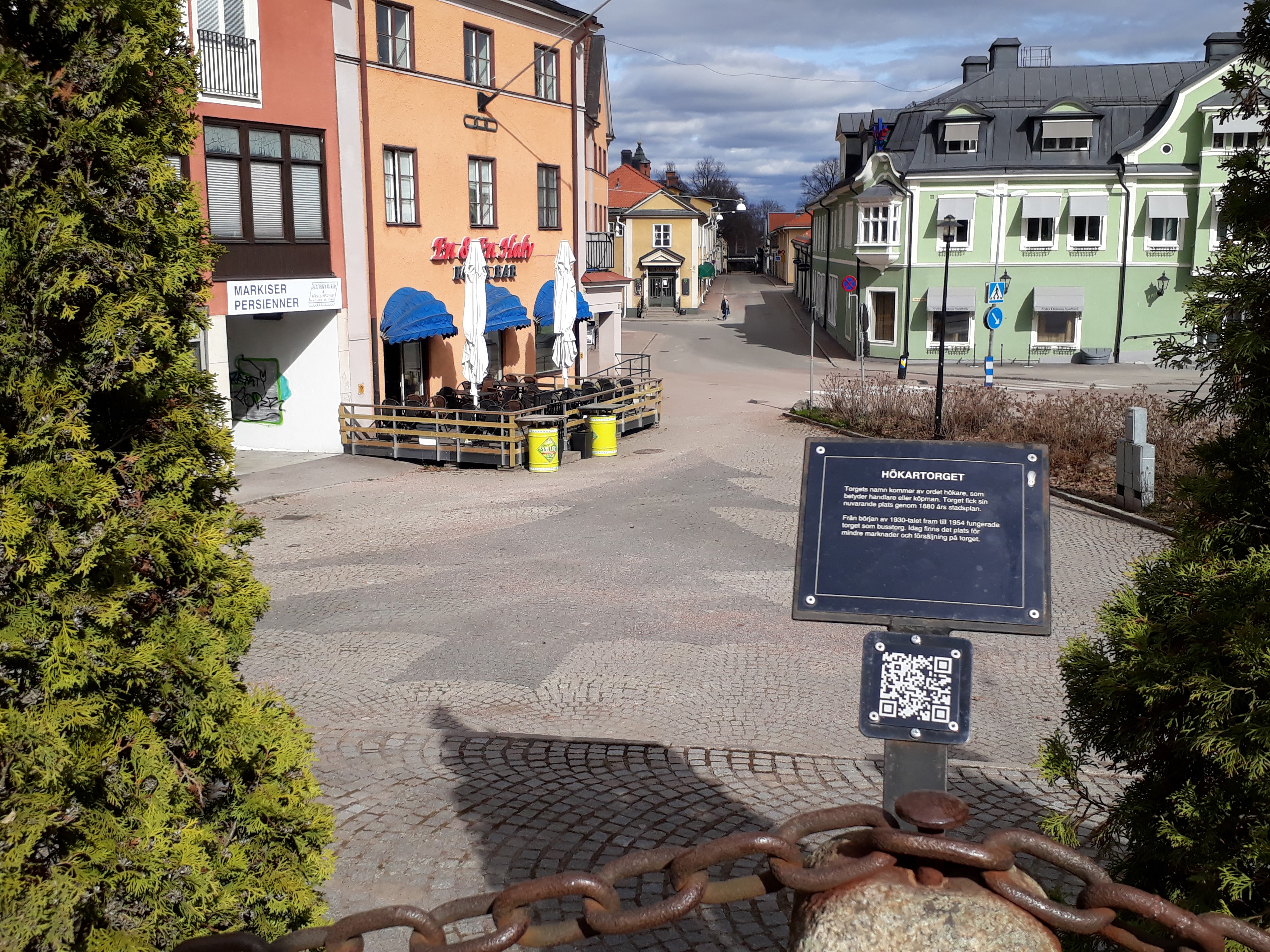
Hökartorget

På Hökartoget stod stadens järnvåg. Hedemora var, trots att det låg nära många gruvor, hyttor och hamrar, ursprungligen ingen handelsplats för bergsbrukets produkter. Detta kom dock att förändras, och på 1600-talet var staden en viktig knutpunkt för järnhandeln. 1650 fick staden rätt att ta ut vågpenningar för sådant järn som skulle säljas i Hedemora, ett privilegium som förnyades 1660. När Stora torget förminskades efter branden 1754 gjordes Hökartorget större, och handeln med hökare- och spannmålsvaror förlades dit.
Torget var ursprungligen beläget framför den gamla prostgården, och inkluderade platsen för nuvarande Polishuset. Prostgården brann dock ner i stadsbranden 1754, och ersattes av nya prostgården uppe på åsen. 1849, då staden åter eldhärjats, flyttades vågen och handeln till sin nuvarande plats. Torget gick först under namnet Nytorget, men blev Hökartorget i 1878 års stadsplan. Från 1930-talets början till 1954 var Hökartorget Hedemoras busstation, och under en tid även uppställningsplats för Hedemora droskstations taxibilar. Torget är belagt med huggen sten, där mörkare stenar bildar en stiliserad gran.

## Oxtorget

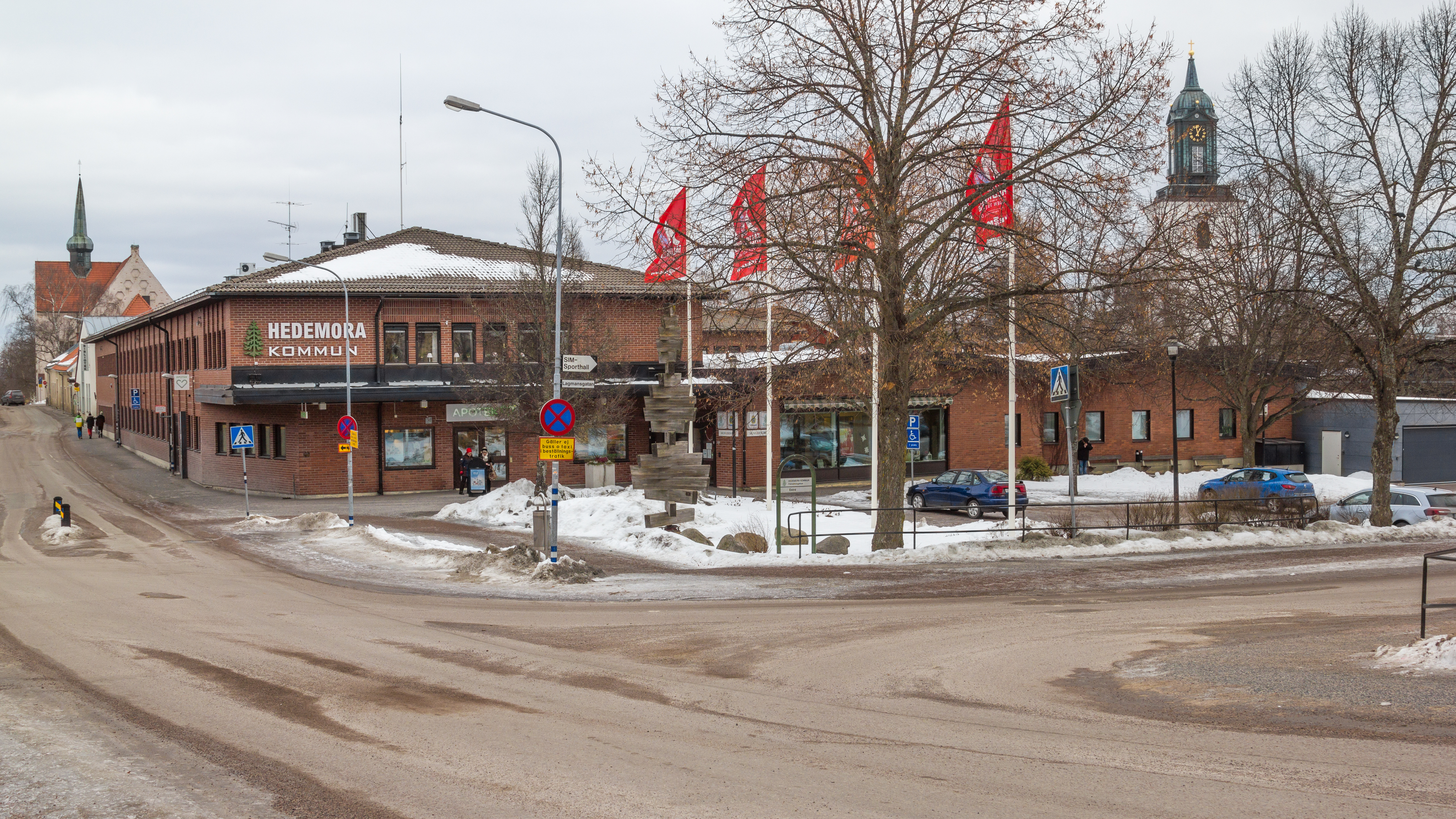
Oxtorget

När Hökartorget flyttades blev dess förra plats ett torg för kreaturshandel, som fick namnet Oxtorget. Tjädernhuset och Polishuset ligger vid torget, likaså den före detta fotoateljén tillhörande hovfotografen Thorvald Gehrman, före detta Hedéens tryckeri samt det nu rivna Hedemora bryggeri. En del av torget är belagd med huggen sten, på vilket konstverket "Granen" står, skapat 1981 av stadsarkitekten Krister Dahl.

## Myrtorget

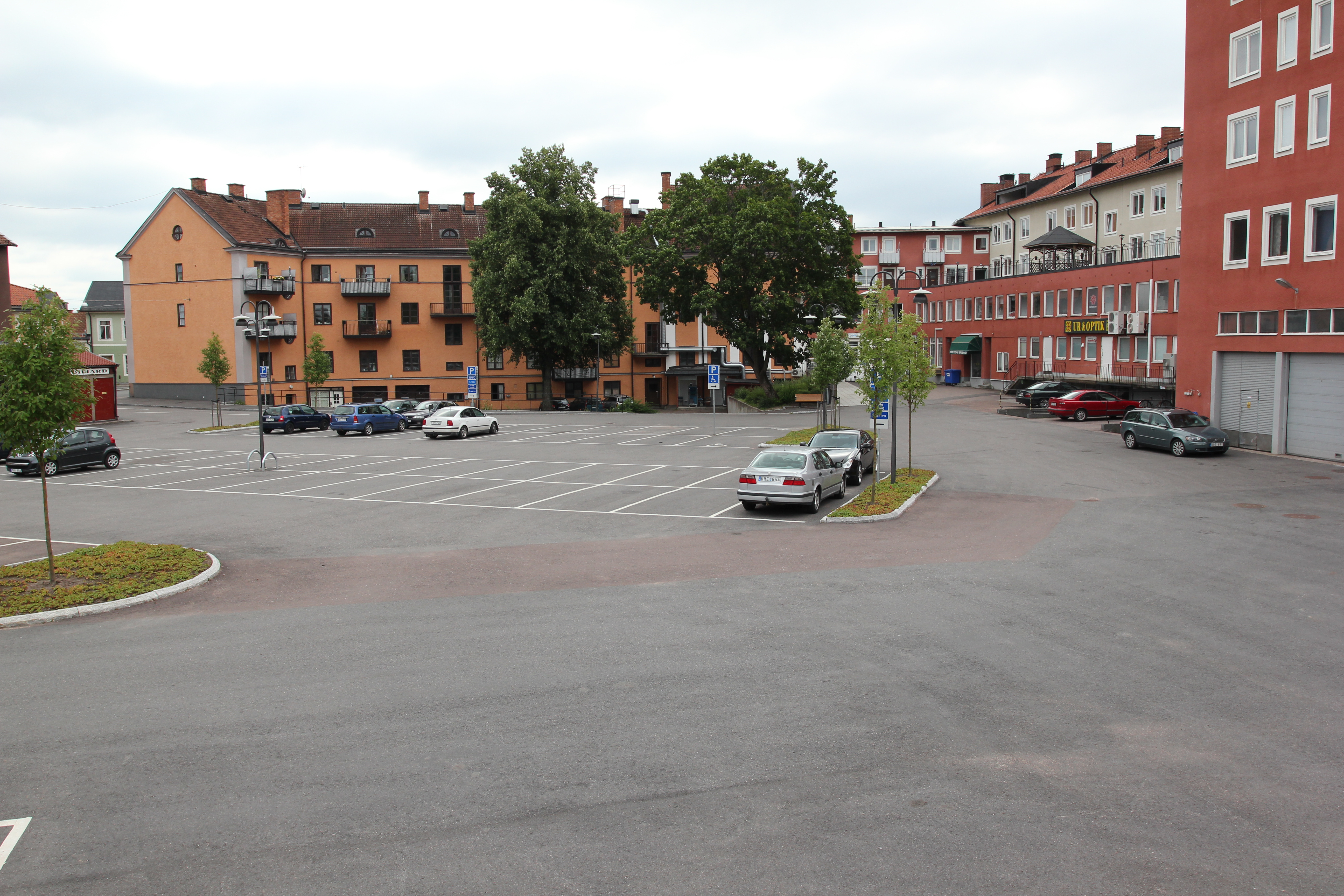
Myrtorget

Myrtorget uppfördes år 1953 genom att en del av det öppna området Henemoren fylldes ut. Detta skedde samtidigt som det nya affärs-, bostads- och kontorshuset mot Myrgatan byggdes, och torget ersatte då Hökartorget som busstation. I söder avgränsas Myrtorget mot Hökartorget genom Bjurströmska huset, uppfört 1922–1923, och i väster av byggnadskomplexet längs Åsgatan, uppfört 1956–1958. Efter att ett resecentrum upprättats vid stadens järnvägsstation flyttades busstationen dit, och Myrtorget fungerar idag som bilparkering.

## August Lindbergs plan

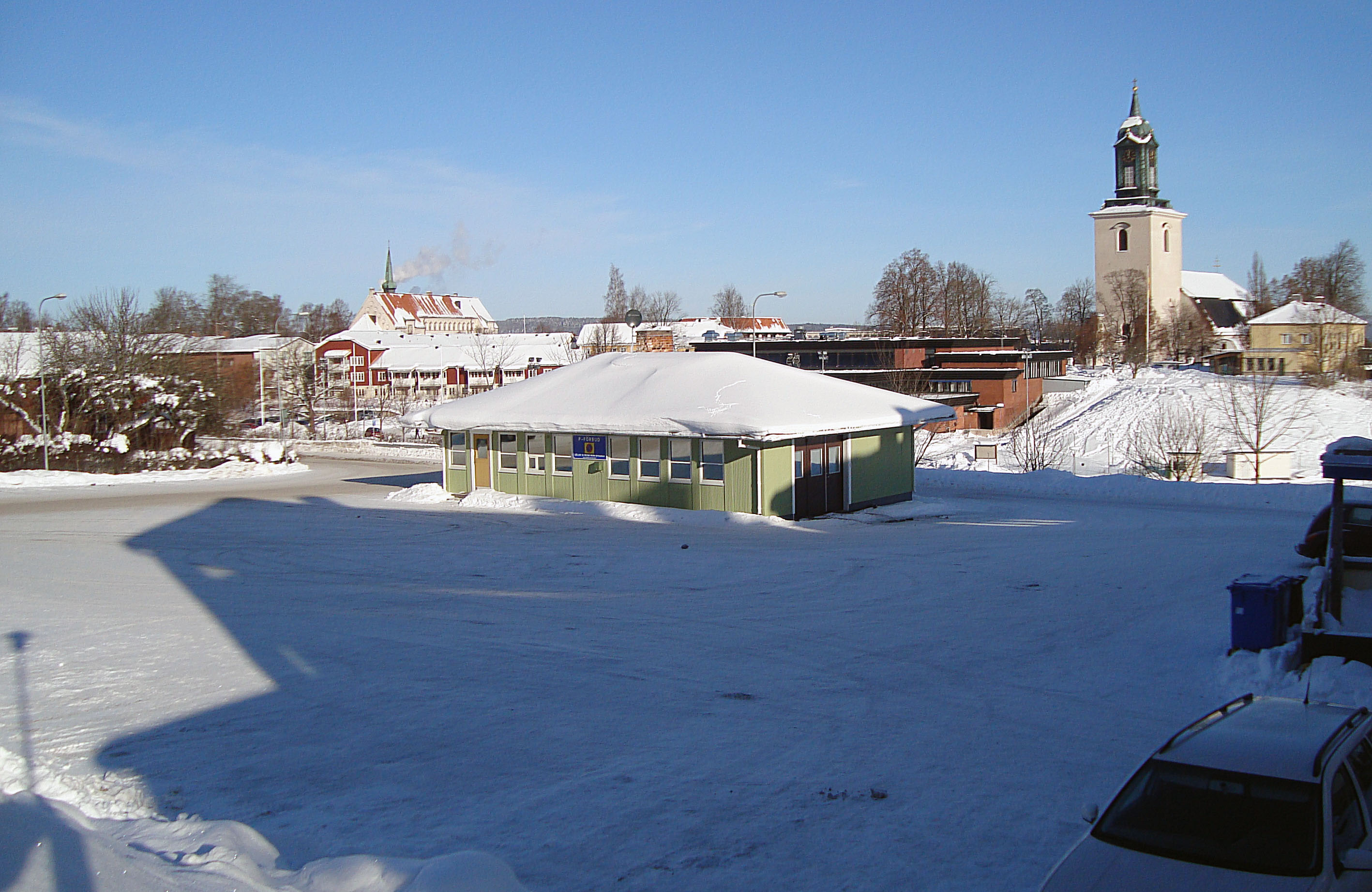
August Lindbergs plan

August Lindbergs plan, fram till 1919 Sotartorget, är uppkallad efter skådespelaren och teaterdirektören August Lindberg, vars föräldrahem låg invid detta torg. Den nedre terrassen av planen kallas även Taxiplan, då större delen av planen användes av stadens taxibolag (nedlagt 2007). Taxistationen på planen uppfördes 1946 och invigdes i samband med stadens 550-årsjubileum samma år. Droskstationen hade då haft sin verksamhet på planen sedan början av 1940-talet, då i en lokal under Möbelkompaniet. Huset ritades av stadsarkitekten Julius Järnåker, och lär ursprungligen ha varit tänkt som busstation. Vid planens norra del ligger Sagabiografen (ursprungligen biograf Röda Kvarn), som numera fungerar som teater. Öster om planen ligger den utdikade våtmarken Prostmyran, där idag idrottsanläggningarna Vasaliden och Vasahallen ligger.

### Fotnoter
1. 1 2  Nordin, Jonas M. (2009). Det medeltida Dalarna och Västmanland: en arkeologisk guidebok. Lund: Historiska media. sid. 98–100. Libris 11211674. ISBN 978-91-85507-17-7
2. 1 2  Olsson (1980), sid. 9
3. ↑  Alander Harriet, red (2002). Affärslivet i Hedemora: en vandring längs Åsgatan under 1900-talets första hälft. Hedemora: Hedemora SPF. sid. 8. Libris 8838993
4. ↑   Värt att se i Sverige: en reseguide. Stockholm: Bonnier i samarbete med STF. 1978. sid. 31. Libris 7145581. ISBN 91-0-042698-9 (inb.)
5. 1 2  Berglund & Källviks (1992), sid. 11
6. 1 2  Olsson (1980), sid. 15
7. ↑  Berglund & Källviks (1992), sid. 12
8. 1 2  Trotzig (1944), sid. 260–261
9. ↑  Trotzig (1944), sid. 131–132
10. ↑  Berglund & Källviks (1992), sid. 5
11. ↑  Sundström & Olsson (1991), sid. 54
12. ↑  Alander (2002), sid. 55
13. ↑  Olsson (1980), sid. 19
14. ↑  Informationsskylt på konstverket
15. ↑  Olsson (1980), sid. 59
16. ↑  Olsson (1980), sid. 45
17. ↑  Alander (2002), sid. 32
18. ↑  Hedemora kommun. ”Trafikplan 2014–2025 – Hedemora stad”. sid. 35. Arkiverad från originalet den 18 februari 2015. https://web.archive.org/web/20150218192716/http://www.hedemora.se/UserFiles/Bygg/trafikplan_2014-2025/Trafikplan_beslutad_2014.pdf. Läst 18 februari 2015.
19. 1 2  Bylén, Sture (10 november 2012). ”Stures modellvärld del 3: Taxistationen” (Youtubevideo). Ljungstedt, Gunnar. https://www.youtube.com/watch?v=5nItNuqIciA. Läst 11 januari 2015.
20. ↑  Ersbacken, Lars-Göran, red (2006). Hedemora förr och nu : om bilar, motorcyklar och minnesvärda motorpersoner i vår stad. Hedemora: Hedemora SPF. sid. 94
21. ↑  Alander (2002), sid. 16
22. ↑  Alander (2002), sid. 41